# خورشیدگرفتگی ۲۵ نوامبر ۲۰۱۱
خورشیدگرفتگی ۲۵ نوامبر ۲۰۱۱ (به انگلیسی: Solar eclipse of November 25, 2011) یک خورشیدگرفتگی از نوع خورشیدگرفتگی جزئی است. این خورشیدگرفتگی در تاریخ ۲۵ نوامبر ۲۰۱۱ میلادی (‎۴ آذر ۱۳۹۰ خورشیدی) روی داد که زمان اوج آن، ساعت ۶:۲۱:۲۴ به‌وقت ساعت هماهنگ جهانی بوده‌است.